# Ферри, Антонио
Анто́нио Фе́рри (итал. и англ. Antonio Ferri; 5 апреля 1912, Норча, Умбрия — 28 декабря 1975, Лонг-Айленд, Нью-Йорк) — итальянский и американский учёный-механик, известный научными трудами в области аэродинамики со специализацией в области гиперзвуковых и сверхзвуковых полётов.

## Биография
Окончил Университет в Риме в 1934 году. В 1935 году поступил в Инженерный корпус итальянских ВВС, старший лейтенант.
С 1937 года проводил исследования в Управлении высших исследований и экспериментов (DSSE) в Гуидония-Монтечельо, наиболее известном и передовом центре исследований по аэродинамике больших скоростей. Здесь он сотрудничал с такими учёными, как Гаэтано Артуро Крокко и Луиджи Брольо. Участвовал в строительстве первой сверхзвуковой аэродинамической трубы. В 1938 году, в возрасте 26 лет, он получил высшую научную награду Италии. В 1939—1940 годах выполнил серию впечатляющих экспериментов в сверхзвуковых аэродинамических трубах. В 1940 году возглавил DSSE. В 1942 году назначен адъюнкт-профессором Римского университета, где занимал должность профессора в аэродинамике.
Во время Второй мировой войны, в период Итальянской социальной республики («Сало Республика»), через три дня после оккупации немцами Рима 10 сентября 1943 года, Ферри инсценировал свой отъезд назад в научно-исследовательский центр в Гуидонию-Монтечельо, разрушил жизненно важное оборудование, заполнил фруктовый ящик документами своих исследований и ушёл в подполье. Он спрятал свою семью возле своего дома в Фьястре, в регионе Марк (позже семья была перевезена в рыбацкую деревню на Адриатике), а в октябре 1943 года организовал вместе со своим братом Джузеппе Ферри партизанскую группу. На следующий год он координировал атаки антифашистских групп, причём долина Фластрия использовалась в качестве убежища.
После освобождения Рима союзниками вступил в контакт с агентом Управления стратегических служб Моррисом Бергом и начал с ним работать над переводом ключевых документов из своего запасника, а также передаче своих знаний о достижениях немецкой науки во время войны.
Разрушение Гуидонии было усугублено в ходе боевых действий. В 1944 году Ферри был доставлен в ведущий американский научно-исследовательский центр — Национальный консультативный комитет по аэронавтике в Лэнгли, штат Виргиния, где он продолжил свою работу в области сверхзвуковой аэродинамики и занимал руководящие посты; с 1949 года руководил отделом газовой динамики. Рекомендации ему дал Т. фон Карман.
В первые послевоенные годы изучал использование профиля двояковыпуклого крыла для высокоскоростных самолётов и разработал метод Шлирен-визуализации потока, показывающий взаимодействие ударных волн с крыльями самолёта. Затем он занялся проблемами входа в атмосферу, гиперзвуковыми теплоносителями для сверхзвуковых и гиперзвуковых реактивных двигателей. Он также провёл важные исследования в области сверхзвукового горения и аэродинамического нагрева при высоких скоростях полёта. Во всех этих областях он внёс ключевой вклад в их развитие.
В 1951 году стал профессором аэродинамики в Политехническом университете Нью-Йорка. В 1956 году основал Генеральную лабораторию прикладной науки. В 1964 году стал профессором астронавтики в университете Нью-Йорка, где в 1967 году при поддержке NASA была создана научно-исследовательская лаборатория аэрокосмической тематики. Занимался решением задач снижения звуковых шумов и загрязнения двигателей сверхзвуковых транспортных самолётов. В 1972 году был назначен директором департамента аэронавтики и астронавтики в Нью-Йоркском университете; вскоре после этого было принято решение о слиянии лабораторий Университета и Политехнического института.
Приезжал в СССР с научными визитами.
Прах Ферри захоронен в его родном городе.